# Округ Тазвел (Вирџинија)
Округ Тазвел (енгл. Tazewell County) је округ у америчкој савезној држави Вирџинија.

## Демографија
По попису из 2010. године број становника је 45.078, што је 480 (1,1%) становника више него 2000. године.
| Група             | 2000.          | 2010.          |
| Белци             | 42.736 (95,8%) | 42.692 (94,7%) |
| Афроамериканци    | 1.020 (2,3%)   | 1.333 (3,0%)   |
| Азијати           | 272 (0,6%)     | 289 (0,6%)     |
| Хиспаноамериканци | 228 (0,5%)     | 296 (0,7%)     |
| Укупно            | 44.598         | 45.078         |